# Tzahuinco
Tzahuinco är en ort i Mexiko.   Den ligger i kommunen Huauchinango och delstaten Puebla, i den sydöstra delen av landet, 150 km nordost om huvudstaden Mexico City. Tzahuinco ligger 1 320 meter över havet och antalet invånare är 704.
Terrängen runt Tzahuinco är lite bergig. Runt Tzahuinco är det ganska tätbefolkat, med 192 invånare per kvadratkilometer. Närmaste större samhälle är Huauchinango, 6,7 km sydväst om Tzahuinco. I omgivningarna runt Tzahuinco växer i huvudsak blandskog.